# Campionati del mondo di atletica leggera 2023 - Staffetta 4×400 metri mista
Le gare della staffetta 4×400 metri mista ai campionati del mondo di atletica leggera 2023 si sono svolte il 19 agosto al Centro nazionale di atletica leggera di Budapest, in Ungheria.

## Podio
| Pos.    | Nazione                                                                                 | Tempo   |
| ------- | --------------------------------------------------------------------------------------- | ------- |
| Oro     | Stati Uniti Justin Robinson, Rosey Effiong, Matthew Boling, Alexis Holmes, Ryan Willie* | 3'08"82 |
| Argento | Gran Bretagna Lewis Davey, Laviai Nielsen, Rio Mitcham, Yemi Mary John, Joe Brier*      | 3'11"06 |
| Bronzo  | Rep. Ceca Matěj Krsek, Tereza Petržilková, Patrik Šorm, Lada Vondrová                   | 3'11"98 |

## Situazione pre-gara

### Record
Prima di questa competizione, il record del mondo (RM) e il record dei campionati (RC) erano i seguenti.
| Record                | Prestazione | Atleta                                                                    | Data                          | Competizione  |
| --------------------- | ----------- | ------------------------------------------------------------------------- | ----------------------------- | ------------- |
| Record mondiale       | 3'09"34     | Stati Uniti Wilbert London, Allyson Felix, Courtney Okolo, Michael Cherry | 29 settembre 2019 Doha, Qatar | Mondiali 2019 |
| Record dei campionati | 3'09"34     | Stati Uniti Wilbert London, Allyson Felix, Courtney Okolo, Michael Cherry | 29 settembre 2019 Doha, Qatar | Mondiali 2019 |

### Campioni in carica
I campioni in carica a livello mondiale e olimpico erano:
| Campione | Atleta | Prestazione | Data                                         | Competizione         |
| -------- | --- | ----------- | -------------------------------------------- | -------------------- |
| Olimpico | Polonia Karol Zalewski, Natalia Kaczmarek, Justyna Święty-Ersetic, Kajetan Duszyński, Dariusz Kowaluk*, Iga Baumgart-Witan*, Małgorzata Hołub-Kowalik* | 3'09"87     | 31 luglio 2021 Tokyo, Giappone               | Giochi olimpici 2021 |
| Mondiale | Rep. Dominicana Lidio Andres Feliz, Marileidy Paulino, Alexander Ogando, Fiordaliza Cofil                                                              | 3'09"82     | 15 luglio 2022 Eugene, Stati Uniti d'America | Mondiali 2022        |

### La stagione
Prima di questa gara, gli atleti con le migliori tre prestazioni dell'anno erano:
| Pos. | Atleta    | Prestazione | Data                            |
| ---- | --------- | ----------- | ------------------------------- |
| 1    | Rep. Ceca | 3'12"34     | 25 giugno 2023 Chorzów, Polonia |
| 2    | Polonia   | 3'12"82     | 25 giugno 2023 Chorzów, Polonia |
| 3    | Belgio    | 3'12"97     | 25 giugno 2023 Chorzów, Polonia |

## Risultati

### Qualificazioni
Le qualificazioni si sono tenute dalle ore 12:06 del 19 agosto, suddivise in due batterie. Le prime tre di ogni serie (Q) e i due tempi migliori tra le escluse (q) si qualificano alla finale.

#### Batteria 1
| Pos. | Corsia | Nazione         | Atleti                                                                    | Tempo   | Note             |
| ---- | ------ | --------------- | ------------------------------------------------------------------------- | ------- | ---------------- |
| 1    | 9      | Stati Uniti     | Ryan Willie, Rosey Effiong, Justin Robinson, Alexis Holmes                | 3'10"41 | Q                |
| 2    | 6      | Gran Bretagna   | Joseph Brier, Laviai Nielsen, Rio Mitcham, Yemi Mary John                 | 3'11"19 | Q                |
| 3    | 3      | Belgio          | Robin Vanderbemden, Imke Vervaet, Florent Mabille, Camille Laus           | 3'11"81 | Q                |
| 4    | 2      | Irlanda         | Jack Raftery, Sophie Becker, Christopher O'Donnell, Sharlene Mawdsley     | 3'13"90 | q                |
| 5    | 8      | Ungheria        | Attila Molnár, Bianka Kéri, Zoltán Wahl, Janka Molnár                     | 3'14"08 | Record nazionale |
| 6    | 5      | Italia          | Lorenzo Benati, Ayomide Folorunso, Riccardo Meli, Alice Mangione          | 3'14"56 |                  |
| 7    | 4      | Kenya           | Zablon Ekhal Ekwam, Milicent Ndoro, Wyclife Kinyamal, Mercy Adongo Oketch | 3'15"47 |                  |
| 8    | 1      | Portogallo      | Omar Elkhatib, Cátia Azevedo, Ricardo dos Santos, Fatoumata Binta Diallo  | 3'15"75 |                  |
| 9    | 7      | Rep. Dominicana |                                                                           | dns     |                  |

#### Batteria 2
| Pos. | Corsia | Nazione     | Atleti                                                                                    | Tempo   | Note                                     |
| ---- | ------ | ----------- | ----------------------------------------------------------------------------------------- | ------- | ---------------------------------------- |
| 1    | 4      | Paesi Bassi | Isaya Klein Ikkink, Lieke Klaver, Terrence Agard, Femke Bol                               | 3'12"12 | Q                                        |
| 2    | 6      | Francia     | Gilles Biron, Louise Maraval, Téo Andant, Amandine Brossier                               | 3'12"25 | Q                                        |
| 3    | 7      | Rep. Ceca   | Matěj Krsek, Tereza Petržilková, Patrik Šorm, Lada Vondrová                               | 3'12"52 | Q                                        |
| 4    | 8      | Germania    | Manuel Sanders, Alica Schmidt, Jean Paul Bredau, Skadi Schier                             | 3'13"25 | q                                        |
| 5    | 2      | Giamaica    | Demish Gaye, Natoya Goule-Toppin, Malik James-King, Stacey Ann Williams                   | 3'14"05 | Miglior prestazione personale stagionale |
| 6    | 5      | Svizzera    | Lionel Spitz, Giulia Senn, Ricky Petrucciani, Julia Niederberger                          | 3'14"38 | (.371)                                   |
| 7    | 9      | Nigeria     | Dubem Nwachukwu, Patience Okon George, Ezekiel Nathaniel, Imaobong Nse Uko                | 3'14"38 | (.378)                                   |
| 8    | 3      | Polonia     | Karol Zalewski, Marika Popowicz-Drapała, Kajetan Duszyński, Patrycja Wyciszkiewicz-Zawadz | 3'14"63 | qR                                       |

### Finale
La finale si è svolta alle ore 21:49 del 19 agosto.
| Pos.    | Corsia | Nazione       | Atleti                                                                                   | Tempo   | Note                                                                              |
| ------- | ------ | ------------- | ---------------------------------------------------------------------------------------- | ------- | --------------------------------------------------------------------------------- |
| Oro     | 6      | Stati Uniti   | Justin Robinson, Rosey Effiong, Matthew Boling, Alexis Holmes                            | 3'08"80 | Record mondiale · Record dei campionati · Miglior prestazione mondiale stagionale |
| Argento | 8      | Gran Bretagna | Lewis Davey, Laviai Nielsen, Rio Mitcham, Yemi Mary John                                 | 3'11"06 | Record nazionale                                                                  |
| Bronzo  | 4      | Rep. Ceca     | Matěj Krsek, Tereza Petržilková, Patrik Šorm, Lada Vondrová                              | 3'11"98 | Record nazionale                                                                  |
| 4       | 5      | Francia       | Gilles Biron, Louise Maraval, Téo Andant, Amandine Brossier                              | 3'12"99 |                                                                                   |
| 5       | 9      | Belgio        | Robin Vanderbemden, Imke Vervaet, Jonathan Borlée, Camille Laus                          | 3'13"83 |                                                                                   |
| 6       | 3      | Irlanda       | Jack Raftery, Sophie Becker, Christopher O'Donnell, Sharlene Mawdsley                    | 3'14"13 |                                                                                   |
| 7       | 2      | Germania      | Manuel Sanders, Alica Schmidt, Jean Paul Bredau, Elisa Lechleitner                       | 3'14"27 |                                                                                   |
| 8       | 1      | Polonia       | Igor Bogaczyński, Patrycja Wyciszkiewicz-Zawadz, Karol Zalewski, Marika Popowicz-Drapała | 3'15"49 |                                                                                   |
| -       | 7      | Paesi Bassi   | Liemarvin Bonevacia, Lieke Klaver, Isaya Klein, Femke Bol                                | dnf     |                                                                                   |